# Aleksy I Wielki Komnen
Aleksy I Wielki Komnen (1182–1222) – cesarz Trapezuntu w latach 1204–1222. 

## Życiorys
Był wnukiem cesarza Bizancjum Andronika I Komnena, synem jego syna Manuela i gruzińskiej księżniczki Rusudan, siostry królowej Tamary. Wychował się w Gruzji. Miesiąc przed upadkiem Konstantynopola w 1204, Aleksy razem z gruzińskimi wojskami swojej ciotki okupował Trapezunt. Miał wtedy 22 lata. 
Dynastia Komnenów była bardzo popularna u wybrzeży Morza Czarnego, z których pochodziła. W 1182 dziadek Andronika miał warownię w Oinaion – pomiędzy Trapezuntem a Synopą. Te trzy miejsca poparły Aleksego, a kiedy on przebywał wciąż w sąsiedztwie Trapezuntu, jego brat – Dawid z pomocą gruzińskich oddziałów i z poparciem lokalnych wielmożów, mianował się panem Pontu i Paflagonii. Zajął też zamek Kastamonou, który miał należeć do przodków Komnenów. Dawid zdobył zachód i wschód (Herakleia Pontike na drodze do Konstantynopola).
Aleksy nadał sobie tytuł cesarza Romanów oraz tytuł Wielkiego Komnena (gr. Megas Komnenos). Ten nowy tytuł Trapezunckiej dynastii miał przetrwać 257 lat – jak napisał Bessarion – najdłużej w historii Bizancjum.
Aleksy poślubił Teodorę Aksouchinę, pochodzącą z trapezunckiej szlachty. Miał z nią dwóch synów i córkę:
- Jana I,
- Manuela I,
- Nieznana z imienia córka Aleksego I Wielkiego Komnena, żona cesarza Andronika I Gidosa.

Zmarł 1 lutego 1222, po 18 latach rządów. Jego starszy syn Jan zrzekł się korony na rzecz swojego szwagra – Andronika I.